# Англо-французька війна (1202—1214)
Англо-французька війна 1202–1214 років — війна, що спалахнула між королівством Англія і королівством Франція за територію Нормандії, де король Англії Іоанн Безземельний виступав проти короля Франції Філіпа II Августа. Кінець війні поклала битва при Бувіні, в якій Філіп отримав безперечну перемогу.